# Near Gill
Der Near Gill ist ein Fluss im Lake District, Cumbria, England. Der Near Gill entsteht an der Nordseite der Seathwaite Fell und fließt in nördlicher Richtung bis zu seiner Mündung in den Tarn Head Beck.